# Campeonato Tunisiano de Futebol
A Tunisian Ligue Professionnelle 1 ( Árabe : الرابطة المحترفة الأولى لكرة القدم ), é uma liga profissional de futebol da Tunísia. É a principal competição de futebol do país.
Fundado em 1956 depois da Independência	da França no dia 20 de março de 1956. O Espérance é o clube que mais a venceu, com 29 títulos desde 1955-56. Nove clubes já se sagraram campeões, além do Espérance, Africain (11 títulos), Etoile du Sahel (9 títulos), Sfaxien (8 títulos), Stade Tunisien (4), além de Bizertin, JS Kairouan, Hammam Lif, Sfax Railways, com um título cada.

## História
O campeonato é dividido historicamente em duas épocas, na fase antes da independência e pós-independência da França, a partir das primeiras aparições em Copas do Mundo, como em 1978, 1998, 2002, 2006 e 2018, com a primeira 
participação na Copa das Nações Africanas em 1962 ficando em 3ª lugar, com 12 participações desde então, ao título da Copa das Nações Africanas de 2004 e dois vices em 1965 e 1996 pela Seleção Tunisiana, com boas participações dos clubes  nos torneios da CAF a liga foi criando visibilidade e se tornando uma das mais fortes do continente africano.

## Clubes 2018-19
| Cidade       | Clube                     | Temp.2017-18 |
| ------------ | ------------------------- | ------------ |
| Gabès        | AS Gabès                  | 10.º         |
| Tunes        | Club Africain             | 02.º         |
| Bizerte      | CA Bizertin               | 05.º         |
| Hammam-Lif   | CS Hammam-Lif (promovido) | Ligue 2      |
| Sfax         | CS Sfaxien                | 04.º         |
| Tunes        | Espérance ST              | 01.ºC        |
| Métlaoui     | ES Métlaoui               | 07.º         |
| Sousse       | Étoile du Sahel           | 03.º         |
| Kairouan     | JS Kairouan               | 08.º         |
| Gabès        | Stade Gabèsien            | 11.º         |
| Tunes        | Stade Tunisien            | 09.º         |
| Ben Guerdane | US Ben Guerdane           | 12.º         |
| Monastir     | US Monastir               | 06.º         |
| Tataouine    | US Tataouine (promovido)  | Ligue 2      |

## Campeões
A Tunisia foi oficialmente declarada independente da França em 20 de março de 1956, ano em que foi realizado o primeiro campeonato Nacional após a independência.
| Temporada        | Campeão        | Vice           | Terceiro       |             |             |
| Década 1950      | Década 1950    | Década 1950    | Década 1950    | Década 1950 | Década 1950 |
| ---------------- | -------------- | -------------- | -------------- | ----------- | ----------- |
| 1955-56 Detalhes | Hammam-Lif     | Étoile         | Africain       |             |             |
| 1956-57 Detalhes | Stade Tunisien | Espérance      | Étoile         |             |             |
| 1957-58 Detalhes | Étoile         | Espérance      | Stade Tunisien |             |             |
| 1958-59 Detalhes | Espérance      | Étoile         | US Tunisien    |             |             |
| 1959-60 Detalhes | Espérance      | Stade Tunisien | Africain       |             |             |
| Década 1960      |                |                |                |             |             |
| 1960-61 Detalhes | Stade Tunisien | Espérance      | US Tunisien    |             |             |
| 1961-62 Detalhes | Stade Tunisien | Stade Soussien | Espérance      |             |             |
| 1962-63 Detalhes | Étoile         | Stade Tunisien | Marsa          |             |             |
| 1963-64 Detalhes | Africain       | Espérance      | Sfaxien        |             |             |
| 1964-65 Detalhes | Stade Tunisien | Africain       | Étoile         |             |             |
| 1965-66 Detalhes | Étoile         | Sfaxien        | Marsa          |             |             |
| 1966-67 Detalhes | Africain       | Étoile         | Stade Tunisien |             |             |
| 1967-68 Detalhes | Railways       | Africain       | Stade Tunisien |             |             |
| 1968-69 Detalhes | Sfaxien        | Africain       | Marsa          |             |             |
| Década 1970      |                |                |                |             |             |
| 1969–70 Detalhes | Espérance      | Africain       | Étoile         |             |             |
| 1970–71 Detalhes | Sfaxien        | Africain       | Transports     |             |             |
| 1971–72 Detalhes | Étoile         | Africain       | Transports     |             |             |
| 1972–73 Detalhes | Africain       | Étoile         | Espérance      |             |             |
| 1973–74 Detalhes | Africain       | Espérance      | Étoile         |             |             |
| 1974–75 Detalhes | Espérance      | Africain       | Étoile         |             |             |
| 1975–76 Detalhes | Espérance      | Étoile         | Africain       |             |             |
| 1976–77 Detalhes | Kairounaise    | Africain       | Sfaxien        |             |             |
| 1977–78 Detalhes | Sfaxien        | Africain       | Étoile         |             |             |
| 1978–79 Detalhes | Africain       | Stade Tunisien | Étoile         |             |             |
| Década 1980      |                |                |                |             |             |
| 1979-80 Detalhes | Africain       | Espérance      | Étoile         |             |             |
| 1980-81 Detalhes | Sfaxien        | Africain       | Espérance      |             |             |
| 1981-82 Detalhes | Espérance      | Africain       | Étoile         |             |             |
| 1982-83 Detalhes | Sfaxien        | Africain       | Espérance      |             |             |
| 1983-84 Detalhes | Bizertin       | Stade Tunisien | Étoile         |             |             |
| 1984-85 Detalhes | Espérance      | Africain       | Hammam-Lif     |             |             |
| 1985-86 Detalhes | Étoile         | Espérance      | Africain       |             |             |
| 1986-87 Detalhes | Étoile         | Africain       | Espérance      |             |             |
| 1987-88 Detalhes | Espérance      | Transports     | Africain       |             |             |
| 1988-89 Detalhes | Espérance      | Africain       | Étoile         |             |             |
| Década 1990      |                |                |                |             |             |
| 1989-90 Detalhes | Africain       | Espérance      | Stade Tunisien |             |             |
| 1990-91 Detalhes | Espérance      | Africain       | Étoile         |             |             |
| 1991-92 Detalhes | Africain       | Bizertin       | Espérance      |             |             |
| 1992-93 Detalhes | Espérance      | Kairounaise    | Bizertin       |             |             |
| 1993-94 Detalhes | Espérance      | Étoile         | Africain       |             |             |
| 1994-95 Detalhes | Sfaxien        | Espérance      | Étoile         |             |             |
| 1995-96 Detalhes | Africain       | Étoile         | Espérance      |             |             |
| 1996-97 Detalhes | Étoile         | Espérance      | Sfaxien        |             |             |
| 1997-98 Detalhes | Espérance      | Africain       | Étoile         |             |             |
| 1998-99 Detalhes | Espérance      | Bizertin       | Sfaxien        |             |             |
| Década 2000      |                |                |                |             |             |
| 1999-00 Detalhes | Espérance      | Étoile         | Sfaxien        |             |             |
| 2000-01 Detalhes | Espérance      | Étoile         | Africain       |             |             |
| 2001-02 Detalhes | Espérance      | Étoile         | Africain       |             |             |
| 2002-03 Detalhes | Espérance      | Étoile         | Africain       |             |             |
| 2003-04 Detalhes | Espérance      | Étoile         | Africain       |             |             |
| 2004-05 Detalhes | Sfaxien        | Étoile         | Africain       |             |             |
| 2005-06 Detalhes | Espérance      | Étoile         | Africain       |             |             |
| 2006-07 Detalhes | Étoile         | Africain       | Espérance      |             |             |
| 2007-08 Detalhes | Africain       | Étoile         | Espérance      |             |             |
| 2008-09 Detalhes | Espérance      | Africain       | Étoile         |             |             |
| Década 2010      |                |                |                |             |             |
| 2009-10 Detalhes | Esperance      | Africain       | Étoile         |             |             |
| 2010-11          | Esperance      | Étoile         | Sfaxien        |             |             |
| 2011-12          | Esperance      | Bizertin       | Sfaxien        |             |             |
| 2012-13          | Sfaxien        | Esperance      | Étoile         |             |             |
| 2013-14          | Esperance      | Sfaxien        | Étoile         |             |             |
| 2014-15          | Africain       | Étoile         | Esperance      |             |             |
| 2015-16          | Étoile         | Esperance      | Sfaxien        |             |             |
| 2016-17          | Esperance      | Étoile         | Africain       |             |             |
| 2017-18          | Esperance      | Africain       | Étoile         |             |             |
| 2018-19          | Esperance      | Étoile         | Sfaxien        |             |             |
| Década 2020      |                |                |                |             |             |
| 2019-20          | Espérance      | Sfaxien        | Monastir       |             |             |
| 2020-21          | Espérance      | Étoile         | Ben Guerdane   |             |             |
| 2021-22          | Espérance      | US Monastir    | Sfaxien        |             |             |
| 2022-23          | Étoile         | Espérance      | Africain       |             |             |
| 2023-24          | Espérance      | US Monastir    | Sfaxien        |             |             |

- : campeão invicto.

## Desempenho por Clubes
Depois da Independência
| Clube           | Campeão | Anos | Vices | Anos |
| --------------- | ------- | --- | ----- | --- |
| Espérance       | 33      | 1958–59, 1959–60, 1969–70, 1974–75, 1975–76, 1981–82, 1984–85, 1987–88, 1988–89, 1990–91, 1992–93, 1993–94, 1997–98, 1998–99, 1999–00, 2000–01, 2001–02, 2002–03, 2003–04, 2005–06, 2008–09, 2009–10, 2010–11, 2011–12, 2013–14, 2016–17, 2017–18, 2018–19, 2019–20, 2020–21, 2021-22, 2023-24. | 13    | 1956–57, 1957–58, 1960–61, 1963–64, 1973–74, 1979–80, 1985–86, 1989-90, 1994–95, 1996–97, 2012–13, 2015–16, 2022-23.                                                                         |
| Africain        | 11      | 1963–64, 1966–67, 1972–73, 1973–74, 1978–79, 1979–80, 1989–90, 1991–92, 1995–96, 2007–08, 2014–15. | 21    | 1964-65, 1967-68, 1968-69, 1969-70, 1970-71, 1971-72, 1974-75, 1976-77, 1977-78, 1980-81, 1981-82, 1982-83, 1984-85, 1986-87, 1988-89, 1990-91, 1997-98, 2006-07, 2008-09, 2009-10, 2017-18. |
| Étoile du Sahel | 10      | 1957–58, 1962–63, 1965–66, 1971–72, 1985–86, 1986–87, 1996–97, 2006–07, 2015–16, 2022-23. | 20    | 1955-56, 1958-59, 1966-67, 1972-73, 1975-76, 1993-94, 1995-96, 1999-00, 2000-01, 2001-02, 2002-03, 2003-04, 2004-05, 2005-06, 2007-08, 2010-11, 2014-15, 2016-17, 2018-19, 2020–21.          |
| Sfaxien         | 8       | 1968–69, 1970–71, 1977–78, 1980–81, 1982–83, 1994–95, 2004–05, 2012–13 | 3     | 1965–66, 2013–14, 2019–20. |
| Stade Tunisien  | 4       | 1956–57, 1960–61, 1961–62, 1964–65 | 4     | 1959-60, 1962-63, 1978-79, 1983-84. |
| Bizertin        | 1       | 1983–84 | 3     | 1991-92, 1998-99, 2011-12. |
| Kairouan        | 1       | 1976–77 | 1     | 1992-93 |
| Sfax Railways   | 1       | 1967–68 | 0     | |
| Hammam-Lif      | 1       | 1955–56. | 0     | |
| US Monastir     | 0       | | 2     | 2021-22, 2023-24. |
| Stade Soussien  | 0       | | 1     | 1961–62 |
| Transports      | 0       | | 1     | 1987–88 |

 : campeões invictos.

## Artilheiros
| Temporada | Jogador            | Clube           | Gols    |
| --------- | ------------------ | --------------- | ------- |
| 1998–99   | Francileudo Santos | Etoile          | 14 gols |
| 2006–07   | Tarek Ziadi        | Sfaxien         | 13 gols |
| 2007–08   | Wissem Ben Yahia   | Africain        | 10 gols |
| 2008–09   | Michael Eneramo    | Espérance       | 18 gols |
| 2009–10   | Michael Eneramo    | Espérance       | 12 gols |
| 2010–11   | Ahmed Akaïchi      | Etoile du Sahel | 14 gols |
| 2011–12   | Youssef Msakni     | Espérance       | 17 gols |
| 2012–13   | Haythem Jouini     | Espérance       | 8 gols  |
| 2013–14   | Baghdad Bounedjah  | Etoile du Sahel | 14 gols |
| 2014-15   | Saber Khalifa      | Africain        | 15 gols |
| 2015-16   | Ali Maâloul        | Sfaxien         | 16 gols |
| 2016-17   | Khenissi           | Espérance       | 14 gols |
| 2017-18   | Lassaad Jaziri     | Ben Guerdane    | 10 gols |

## Técnicos campeões
| Ano  | Técnico (clube)                      |
| ---- | ------------------------------------ |
| 2021 | Mouine Chaabani (EST)                |
| 2020 | Mouine Chaabani (EST)                |
| 2019 | Mouine Chaabani (EST)                |
| 2018 | Khaled Ben Yahia (EST)               |
| 2017 | Faouzi Benzarti (EST)                |
| 2016 | Faouzi Benzarti (ESS)                |
| 2015 | Daniel Sanchez (CA)                  |
| 2014 | Ruud Krol (EST)                      |
| 2013 | Ruud Krol (CSS)                      |
| 2012 | Nabil Maâloul (EST)                  |
| 2011 | Nabil Maâloul (EST)                  |
| 2010 | Faouzi Benzarti (EST)                |
| 2009 | Faouzi Benzarti (EST)                |
| 2008 | Nabil Kouki (CA)                     |
| 2007 | Faouzi Benzarti (ESS)                |
| 2006 | Khaled Ben Yahia (EST)               |
| 2005 | Michel Decastel (CSS)                |
| 2004 | Claude Andrey (EST)                  |
| 2003 | Faouzi Benzarti (EST)                |
| 2002 | Michel Decastel (EST)                |
| 2001 | Youssef Zouaoui (EST)                |
| 2000 | Youssef Zouaoui (EST)                |
| 1999 | Youssef Zouaoui (EST)                |
| 1998 | Youssef Zouaoui (EST)                |
| 1997 | Dutra (ESS)                          |
| 1996 | Jean Sérafin (CA)                    |
| 1995 | José Paolo Rubim (CSS)               |
| 1994 | Faouzi Benzarti (EST)                |
| 1993 | Zdzisław Podedworny (EST)            |
| 1992 | Ilie Balaci (CA)                     |
| 1991 |                                      |
| 1990 | Faouzi Benzarti (CA)                 |
| 1989 | Antoni Piechniczek (EST)             |
| 1988 | Antoni Piechniczek (EST)             |
| 1987 | Faouzi Benzarti (ESS)                |
| 1986 | Hmid Dhib (ESS)                      |
| 1985 | Amor Dhib (EST)                      |
| 1984 | Youssef Zouaoui (CAB)                |
| 1983 | Milor Popov (CSS)                    |
| 1982 | Hmid Dhib (EST)                      |
| 1981 |                                      |
| 1980 | Andrej Prean Nagy (CA)               |
| 1979 | Andrej Prean Nagy (CA)               |
| 1978 | Milor Popov (CSS)                    |
| 1977 | Dragan Vasiljevic (JSK)              |
| 1976 | Ben Ezzedine (EST)                   |
| 1975 | Hmid Dhib (EST)                      |
| 1974 | Jamel Eddine Bouabsa (CA)            |
| 1973 | Jamel Eddine Bouabsa (CA)            |
| 1972 | Abdelmajid Chetali (ESS)             |
| 1971 | Jivko Popadic (CSS)                  |
| 1970 | Ben Ezzedine (EST)                   |
| 1969 |                                      |
| 1968 | Laszlo Balogh (SRS)                  |
| 1967 | Fabio Roccheggiani (CA)              |
| 1966 | Aleksei Paramonov (ESS)              |
| 1965 | Ammar Nahali (ST)                    |
| 1964 | Fabio Roccheggiani (CA)              |
| 1963 | Božidar Drenovac (ESS)               |
| 1962 | Rachid Turki (ST)                    |
| 1961 | Ammar Nahali Ouardi Berbeche (ST)    |
| 1960 | Habib Draoua (EST)                   |
| 1959 | Hechmi Cherif Laâroussi Tsouri (EST) |
| 1958 | Georges Berry (ESS)                  |
| 1957 | Rachid Turki (ST)                    |
| 1956 | Georges Berry (CSHL)                 |

## Desenpenho por Cidade
| Cidade      | N° |
| ----------- | -- |
| Tunes       | 61 |
| Sfax        | 11 |
| Sousse      | 10 |
| Hammam-Lif  | 4  |
| Bizerte     | 4  |
| Gabés       | 1  |
| La Goulette | 1  |
| Kairouan    | 1  |

As 30 equipes que mais jogaram na elite Tunisiana.
Estatísticas para a temporada 2020-2021
| Clube            | Cidade           | Total |
| ---------------- | ---------------- | ----- |
| Africain         | Tunes            | 65    |
| Sfaxien          | Sfax             | 65    |
| Espérance        | Tunes            | 64    |
| Stade Tunisien   | Tunes            | 64    |
| Étoile du Sahel  | Sousse           | 63    |
| Bizertin         | Bizerte          | 63    |
| Hammam-Lif       | Hammam-Lif       | 57    |
| Marsa            | La Marsa         | 53    |
| Monastir         | Monastir         | 45    |
| Kairouan         | Kairouan         | 39    |
| Sfax Railways    | Sfax             | 34    |
| Olympique Béja   | Béja             | 29    |
| Transports       | Tunes            | 28    |
| ES Zarzis        | Zarzis           | 22    |
| Stade Gabèsien   | Gabès            | 15    |
| Olympique du Kef | Kef              | 13    |
| Océan            | Kerkennah        | 13    |
| Stade Soussien   | Sousse           | 12    |
| EGS Gafsa        | Gafsa            | 12    |
| US Tunisienne    | Tunes            | 10    |
| El Makarem       | Mehdia           | 09    |
| AS Gabès         | Gabès            | 09    |
| Cheminots        | Mégrine          | 09    |
| Stade Sfaxien    | Sfax             | 07    |
| Kasserine        | Kasserine        | 07    |
| Maghrébine       | Bab Saadoun      | 07    |
| Hammam-Sousse    | Hammam-Sousse    | 05    |
| Stade Africain   | Menzel Bourguiba | 05    |
| Ben Guerdane     | Ben Guerdane     | 05    |
| ES Métlaoui      | Métlaoui         | 05    |

## Participações na CAF

### Liga dos Campeões da CAF
| Clube           | N° | Anos |
| --------------- | -- | --- |
| Espérance       | 26 | 1971, 1986, 1989, 1990, 1992, 1994, 1995, 1999, 2000, 2001, 2002, 2003, 2004, 2005, 2007, 2010, 2011, 2012, 2013, 2014, 2015, 2017, 2018, 2019, 2020, 2021. |
| Étoile du Sahel | 14 | 1987, 1988, 1998, 2004, 2005, 2006, 2007, 2008, 2009, 2012, 2016, 2017, 2018, 2020.                                                                         |
| Africain        | 10 | 1991, 1992, 1993, 1997, 2008, 2009, 2010, 2011, 2016, 2019                                                                                                  |
| Sfaxien         | 5  | 1984, 1996, (2006), 2014, 2021. |
| Bizertin        | 2  | 1985, 2013 |

### Copa das Confederações da CAF
| Clube           | N° | anos                                                              |
| --------------- | -- | ----------------------------------------------------------------- |
| Sfaxien         | 11 | 2007, 2008, 2009, 2010, 2012, 2013, 2015, 2017, 2019, 2020, 2021. |
| Étoile du Sahel | 10 | 2006, 2008, 2010, 2011, 2013, 2014, 2015, 2016, 2019, 2021.       |
| Africain        | 7  | 2004, 2008, 2011, 2012, 2015, 2017, 2018                          |
| Espérance       | 4  | 2006, 2008, 2015, 2016                                            |
| Bizertin        | 2  | 2013, 2014                                                        |
| Stade Tunisien  | 2  | 2004, 2009                                                        |
| Gafsa           | 2  | 2007, 2009                                                        |
| Ben Guerdane    | 2  | 2018, 2020.                                                       |
| Marsa           | 1  | 2005                                                              |
| JS kairouan     | 1  | 2005                                                              |
| ES Zarzis       | 1  | 2006                                                              |
| Olympique Béja  | 1  | 2011.                                                             |
| Stade Gabésien  | 1  | 2016.                                                             |
| Monastir        | 1  | 2021.                                                             |

### Copa da CAF
| Clube           | N° | anos                               |
| --------------- | -- | ---------------------------------- |
| Étoile du Sahel | 6  | 1995, 1996, 1999, 2000, 2001, 2002 |
| Sfaxien         | 2  | 1998, 1999                         |
| Bizertin        | 2  | 1992, 2000                         |
| Espérance       | 1  | 1997                               |
| Africain        | 1  | 2003                               |
| Kairouan        | 1  | 1994                               |